# ألان مارشال (مهندس)
ألان مارشال (بالإنجليزية: Allan Marshall)‏ هو مهندس نيوزيلندي، ولد في 9 نوفمبر 1851، وتوفي في 31 مارس 1915.